# L'anno che verrà (brano musicale)
(L’anno che verrà)
L'anno che verrà è un brano di Lucio Dalla scritto nel 1978 e pubblicato nell'album Lucio Dalla nel febbraio del 1979. È stato scritto (testo) da Dalla e fu cantato per la prima volta nel 1978. Dalla suonò e cantò anche in duetto con Francesco De Gregori. L'arrangiamento fu in seguito integrato da Gian Piero Reverberi.

## Descrizione
Il brano sarebbe stato inizialmente dedicato al suo amico Giuseppe Rossetti, il quale, incastrato per motivazioni politiche, venne portato in prigione alla Dozza (si racconta che proprio Lucio passò la notte di Capodanno in compagnia di Giuseppe in prigione). La prima versione del testo venne scritta nella casa di Rossetti nel paese di Monghidoro. Il testo sarebbe poi stato rivisto da Lucio Dalla insieme all'amico padre Michele Casali, un frate domenicano di Bologna, altra persona alla quale si pensa sia dedicata la canzone.
Di questo brano è stata incisa una cover nel 1985 dai Ricchi e Poveri inserita nell'album Dimmi quando. Ne è stata fatta una cover anche in portoghese, Caro Amigo, incisa dal brasiliano Ney Matogrosso.
Il brano è diventato da molti anni la sigla del programma televisivo omonimo, trasmesso ogni anno nella serata del 31 dicembre per aspettare l'anno nuovo.
Nel novembre del 2018 a Bologna, per le festività natalizie, in via D'Azeglio vennero accese le luminarie con il testo della canzone.
Il brano viene inoltre diffuso dagli altoparlanti dello Stadio Renato Dall'Ara al termine di ogni partita ufficiale casalinga vinta dal Bologna, squadra di calcio della quale Dalla era tifoso.
Nel 2025 il brano è stato interpretato da Brunori Sas insieme a Dimartino e Riccardo Sinigallia al Festival di Sanremo nella serata dedicata alle cover. 

### Analisi
Il brano, scritto durante il 1978, è scritto come una lettera inviata a un amico lontano e contiene diversi riferimenti alle tendenze e agli eventi di quell'anno, partendo dalla difficile situazione sociale degli anni di piombo ("Si esce poco la sera compreso quando è festa e c'è chi ha messo dei sacchi di sabbia vicino alla finestra"; anche la melodia contribuisce al tono malinconico e di situazione stantia).

## Video musicale
In occasione dei 40 anni dell'album, il videoclip è stato pubblicato il 30 dicembre 2019 attraverso il canale YouTube del cantante. Nella clip vengono raccontati i minuti che precedono la mezzanotte, solitari, malinconici, sospesi tra presente e futuro.

## Classifiche

### Classifiche settimanali
| Classifica (2012) | Posizione massima |
| ----------------- | ----------------- |
| Italia            | 9                 |
| Svizzera          | 54                |